# رود تایورا
رود تایورا (انگلیسی: Tayura) یک رودخانه در استان ایرکوتسک کشور روسیه است.